# Скеєнь (Флорештський район)
Скеєнь (рум. Scăieni) — село у Флорештському районі Молдови. Входить до складу комуни, адміністративним центром якої є село Ізвоаре.

## Населення
За даними перепису населення 2004 року у селі проживали 502 особи.
Національний склад населення села:
| Національність | Кількість осіб | Відсоток |
| -------------- | -------------- | -------- |
| молдавани      | 500            | 99,6%    |
| українці       | 1              | 0,2%     |
| гагаузи        | 1              | 0,2%     |
| Всього         | 502            | 100%     |